# 夕崎碧
夕崎 碧（ゆうざき みどり）は、日本の女優。

東活のピンク映画『淫欲の舞い』で主演を演じた。

## 出演作品
- 実録ソープ嬢スキャンダル 裂く!（木久田水絵）
- 沙耶のいる透視図（青山美恵）
- 制服ワイセツ犯 性魔（小林ななえ）
- 団地妻 尻奴隷
- 制服白百合族 悪い遊び（林秋子）
- 淫欲の舞い
- 華魁（美代野）

### テレビドラマ
- 大江戸捜査網
- 月曜ワイド劇場「私はみだらな女 華道家元スキャンダル事件！」（1984年12月10日）